# Saint-Maurice-des-Noues
Pour les articles homonymes, voir Saint-Maurice et Noue.
Saint-Maurice-des-Noues est une commune française située dans le département de la Vendée, en région Pays de la Loire.

## Géographie

### Localisation
Le territoire municipal de Saint-Maurice-des-Noues s'étend sur 2 151 hectares. L'altitude moyenne de la commune est de 90 mètres, avec des niveaux fluctuant entre 51 et 129 mètres,.
| Antigny |                         | Loge-Fougereuse        |
|         | Saint-Maurice-des-Noues | Saint-Hilaire-de-Voust |
| Vouvant |                         | Puy-de-Serre           |

### Climat
Pour des articles plus généraux, voir Climat des Pays de la Loire et Climat de la Vendée.
En 2010, le climat de la commune est de type climat océanique altéré, selon une étude du CNRS s'appuyant sur une série de données couvrant la période 1971-2000. En 2020, Météo-France publie une typologie des climats de la France métropolitaine dans laquelle la commune est exposée à un climat océanique et est dans la région climatique Poitou-Charentes, caractérisée par un bon ensoleillement, particulièrement en été et des vents modérés.
Pour la période 1971-2000, la température annuelle moyenne est de 11,9 °C, avec une amplitude thermique annuelle de 14,4 °C. Le cumul annuel moyen de précipitations est de 908 mm, avec 12,5 jours de précipitations en janvier et 6,9 jours en juillet. Pour la période 1991-2020, la température moyenne annuelle observée sur la station météorologique de Météo-France la plus proche, sur la commune de Scillé à 13 km à vol d'oiseau, est de 12,1 °C et le cumul annuel moyen de précipitations est de 954,6 mm,. Pour l'avenir, les paramètres climatiques de la commune estimés pour 2050 selon différents scénarios d'émission de gaz à effet de serre sont consultables sur un site dédié publié par Météo-France en novembre 2022.

## Urbanisme

### Typologie
Au 1er janvier 2024, Saint-Maurice-des-Noues est catégorisée commune rurale à habitat dispersé, selon la nouvelle grille communale de densité à sept niveaux définie par l'Insee en 2022.
Elle est située hors unité urbaine. Par ailleurs la commune fait partie de l'aire d'attraction de La Châtaigneraie, dont elle est une commune de la couronne,. Cette aire, qui regroupe 10 communes, est catégorisée dans les aires de moins de 50 000 habitants,.

### Occupation des sols
L'occupation des sols de la commune, telle qu'elle ressort de la base de données européenne d’occupation biophysique des sols Corine Land Cover (CLC), est marquée par l'importance des territoires agricoles (96,2 % en 2018), une proportion sensiblement équivalente à celle de 1990 (96,7 %). La répartition détaillée en 2018 est la suivante : 
terres arables (65,9 %), prairies (21 %), zones agricoles hétérogènes (9,3 %), forêts (2,2 %), zones urbanisées (1,7 %). L'évolution de l’occupation des sols de la commune et de ses infrastructures peut être observée sur les différentes représentations cartographiques du territoire : la carte de Cassini (XVIIIe siècle), la carte d'état-major (1820-1866) et les cartes ou photos aériennes de l'IGN pour la période actuelle (1950 à aujourd'hui).

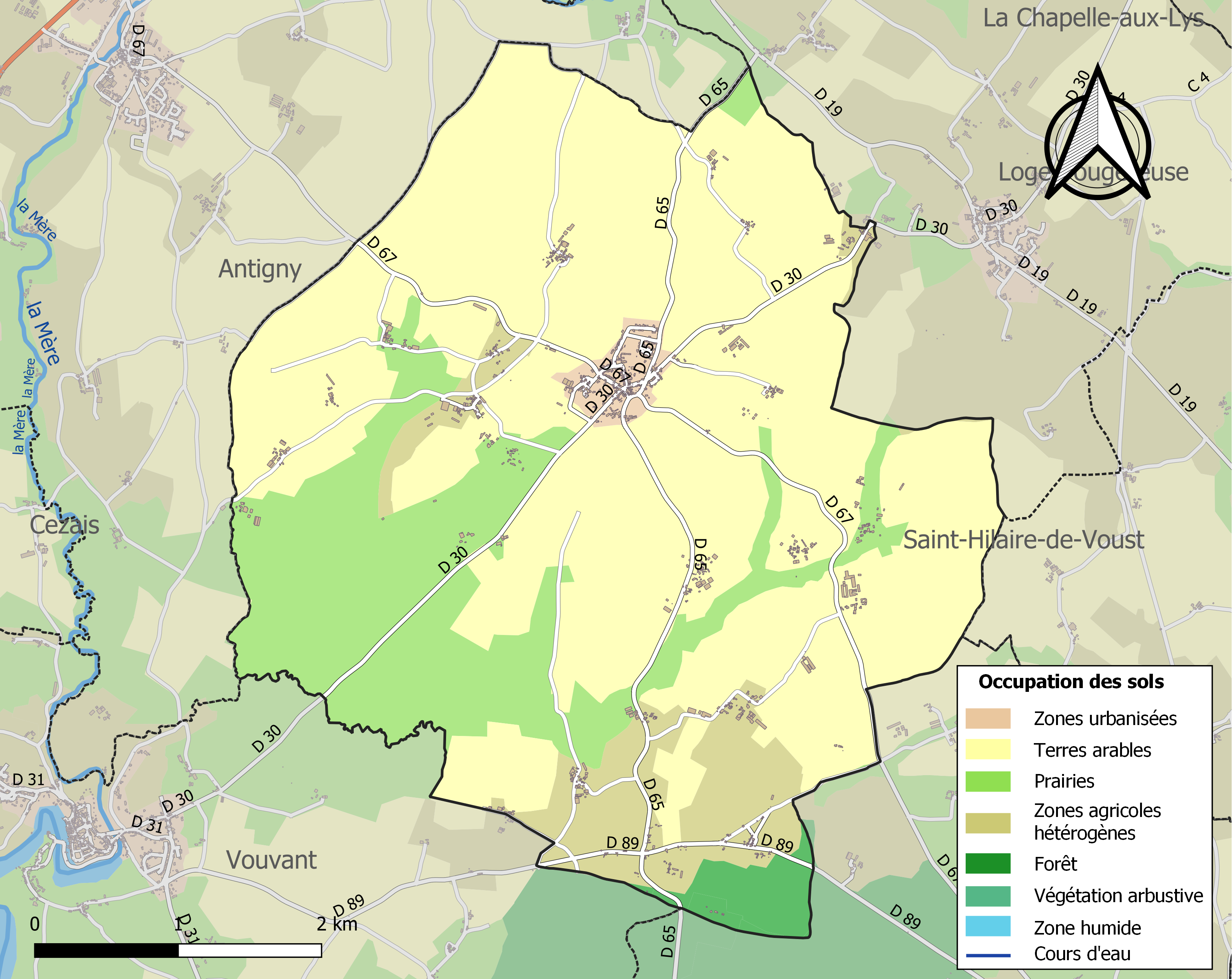
Carte des infrastructures et de l'occupation des sols de la commune en 2018 (CLC).

## Toponymie
Durant la Révolution, la commune porte le nom de Les Noues.

## Histoire
Le chevalement du Saint-Michel est construit en béton armé à Epagne dans les années 1940,.

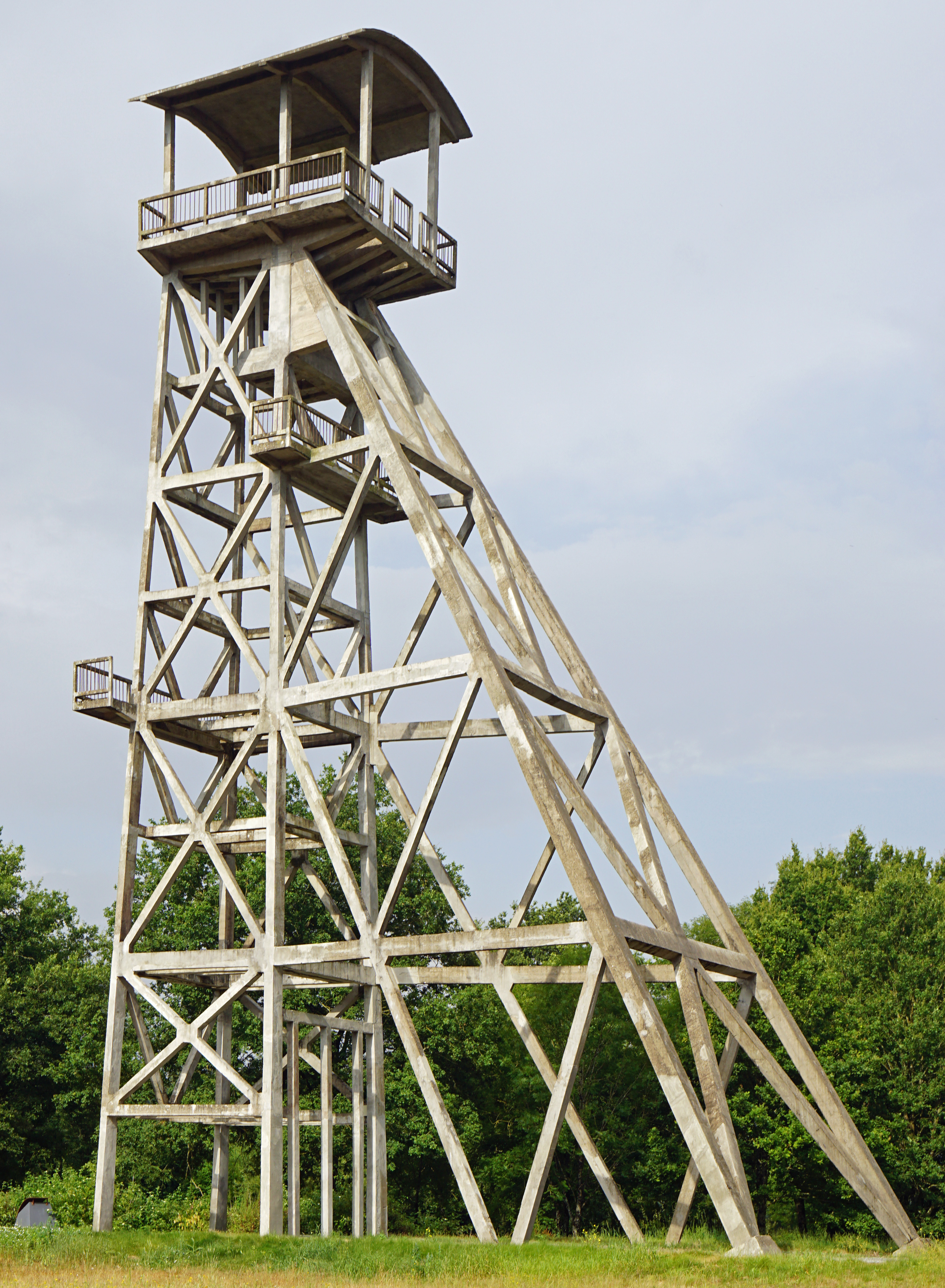
Le chevalement.
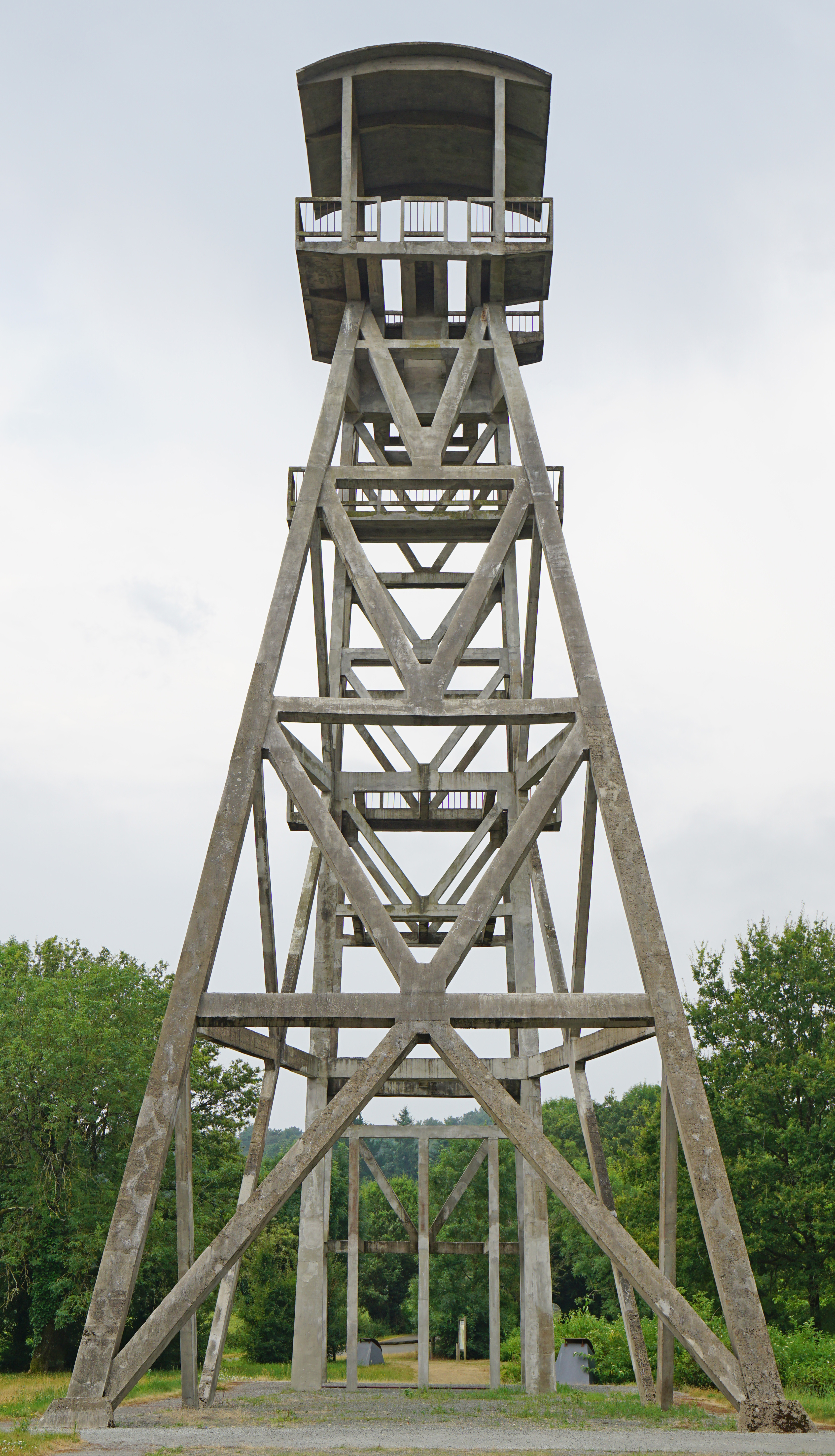
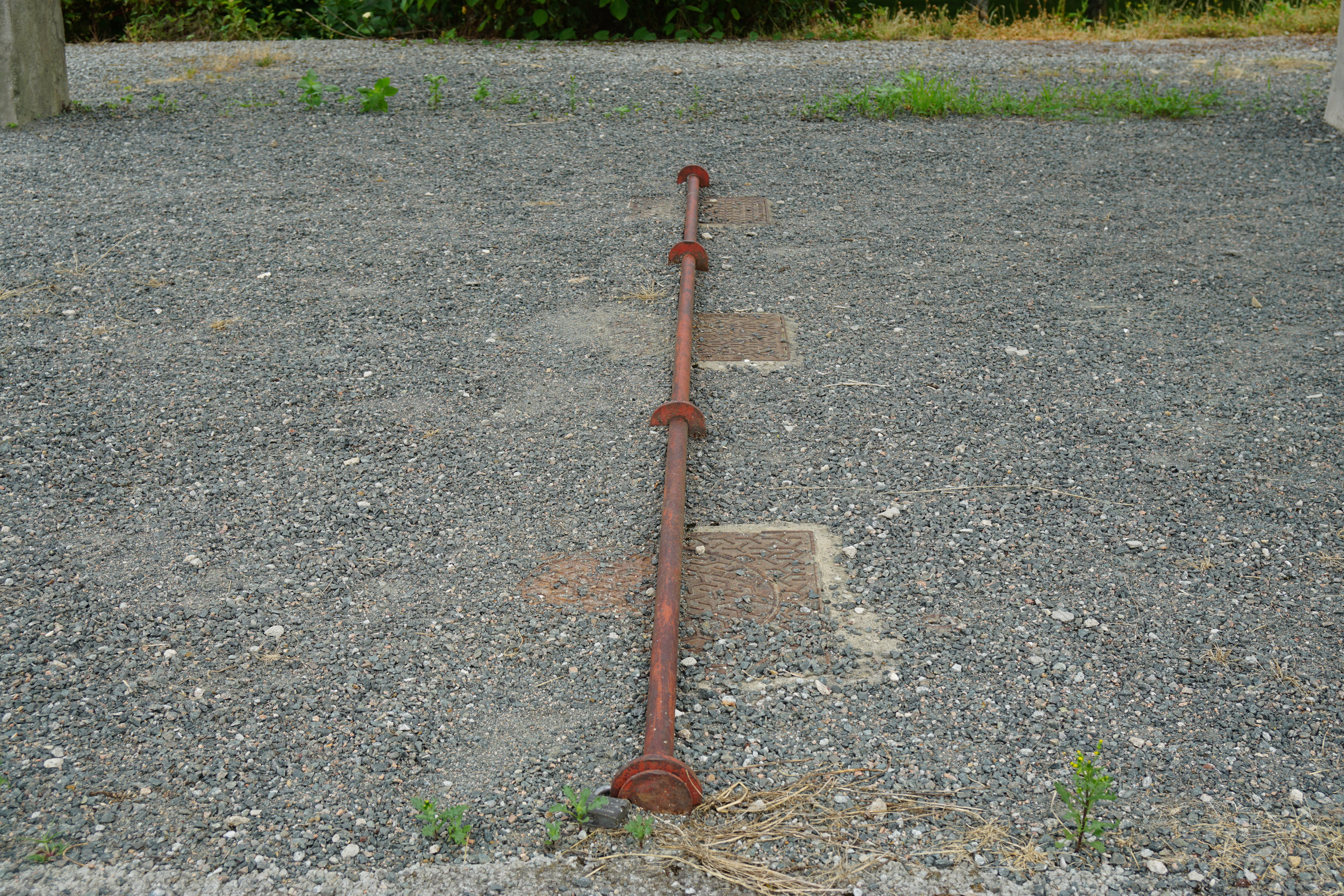
Le puits d'extraction.
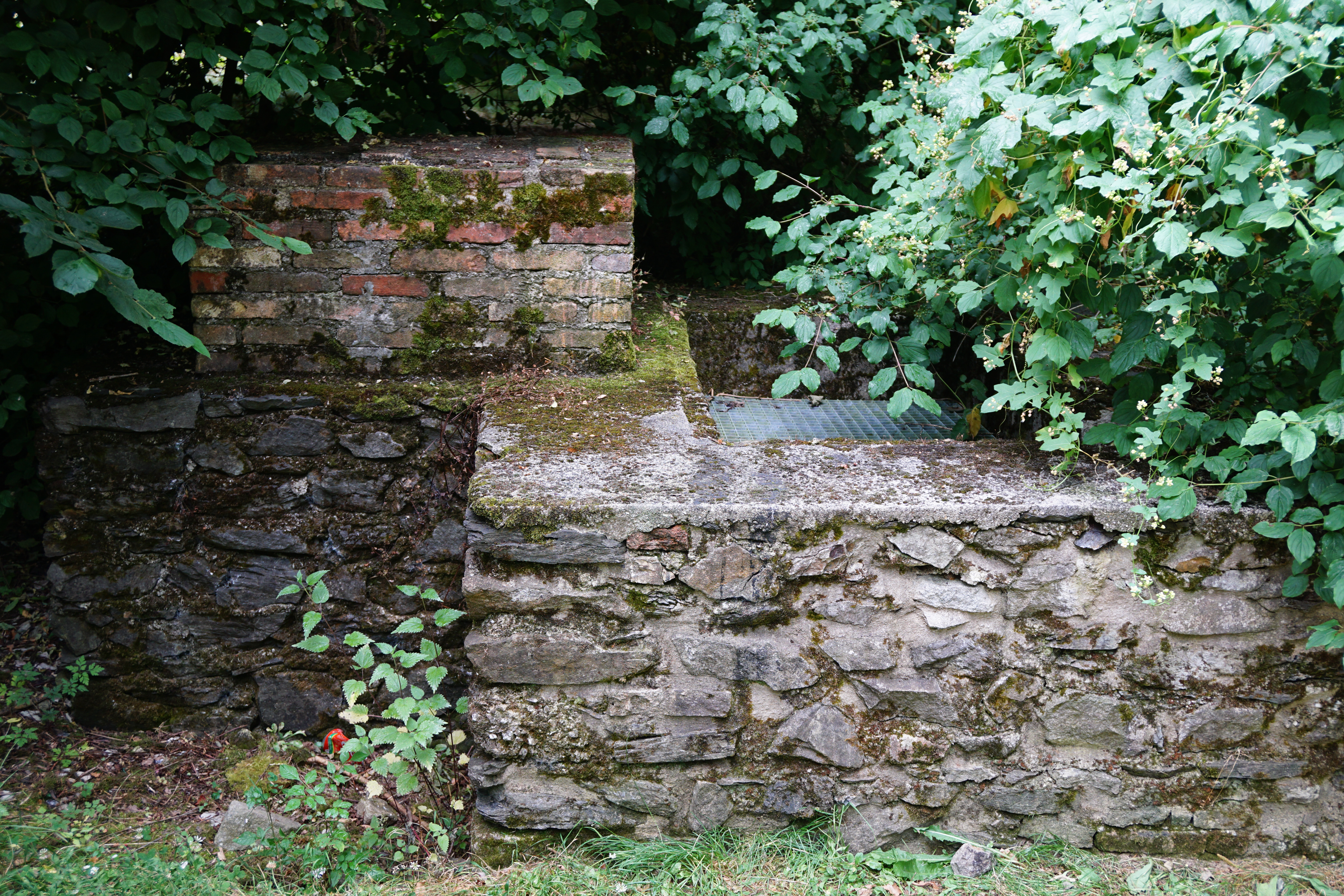
Le puits d'aérage.
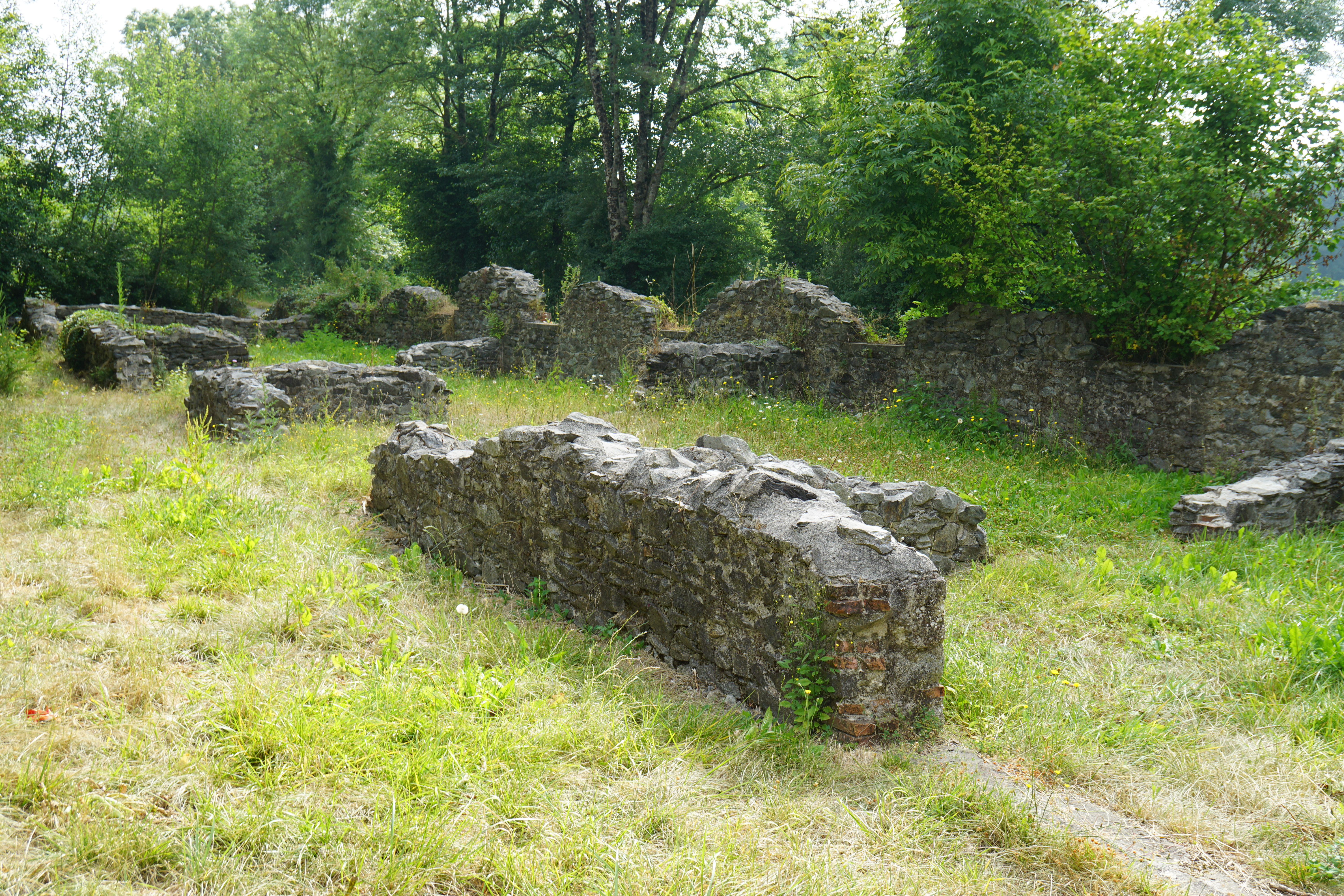
Ruines d'anciens bâtiments.

## Politique et administration

### Liste des maires
| Période                                  | Période   | Identité            | Étiquette | Qualité                 |
| ---------------------------------------- | --------- | ------------------- | --------- | ----------------------- |
| Les données manquantes sont à compléter. |           |                     |           |                         |
| 1900                                     | 1919      | Émile David         |           |                         |
| 1919                                     | 1935      | Ferdinand Bouillaud |           |                         |
| 1935                                     | 1945      | Léonard Verdon      |           |                         |
| 1945                                     | 1947      | Ferdinand Bichaud   |           |                         |
| 1947                                     | mars 1965 | Antonin Poupin      |           |                         |
| mars 1965                                | mars 1977 | Marcel Ripaud       |           | Propriétaire exploitant |
| mars 1977                                | mars 1983 | Denise Berger       |           |                         |
| mars 1983                                | mars 1989 | Jean Labrosse       |           |                         |
| mars 1989                                | mars 2001 | Fernand Robineau    |           |                         |
| mars 2001                                | mars 2008 | Bernard Bâty        |           |                         |
| mars 2008                                | mars 2014 | Jean-Guy Jourdain   |           |                         |
| mars 2014                                | En cours  | Christian Guenion   |           | Exploitant agricole     |

## Population et société

### Démographie

#### Évolution démographique
L'évolution du nombre d'habitants est connue à travers les recensements de la population effectués dans la commune depuis 1793. Pour les communes de moins de 10 000 habitants, une enquête de recensement portant sur toute la population est réalisée tous les cinq ans, les populations de référence des années intermédiaires étant quant à elles estimées par interpolation ou extrapolation. Pour la commune, le premier recensement exhaustif entrant dans le cadre du nouveau dispositif a été réalisé en 2007.

En 2022, la commune comptait 637 habitants, en évolution de −2,6 % par rapport à 2016 (Vendée : +5,33 %, France hors Mayotte : +2,11 %).
| 1793  | 1800 | 1806 | 1821 | 1831 | 1836 | 1841 | 1846 | 1851  |
| ----- | ---- | ---- | ---- | ---- | ---- | ---- | ---- | ----- |
| 1 200 | 772  | 821  | 840  | 910  | 928  | 909  | 969  | 1 034 |

| 1856  | 1861  | 1866  | 1872  | 1876  | 1881  | 1886  | 1891  | 1896  |
| ----- | ----- | ----- | ----- | ----- | ----- | ----- | ----- | ----- |
| 1 045 | 1 026 | 1 164 | 1 059 | 1 110 | 1 136 | 1 118 | 1 118 | 1 122 |

| 1901  | 1906  | 1911  | 1921  | 1926 | 1931 | 1936 | 1946 | 1954 |
| ----- | ----- | ----- | ----- | ---- | ---- | ---- | ---- | ---- |
| 1 074 | 1 066 | 1 069 | 1 046 | 985  | 907  | 866  | 883  | 898  |

| 1962 | 1968 | 1975 | 1982 | 1990 | 1999 | 2006 | 2007 | 2012 |
| ---- | ---- | ---- | ---- | ---- | ---- | ---- | ---- | ---- |
| 876  | 752  | 654  | 636  | 611  | 572  | 578  | 579  | 672  |

| 2017 | 2022 | - | - | - | - | - | - | - |
| ---- | ---- | - | - | - | - | - | - | - |
| 648  | 637  | - | - | - | - | - | - | - |

#### Pyramide des âges
En 2018, le taux de personnes d'un âge inférieur à 30 ans s'élève à 30,6 %, soit en dessous de la moyenne départementale (31,6 %). À l'inverse, le taux de personnes d'âge supérieur à 60 ans est de 31,1 % la même année, alors qu'il est de 31,0 % au niveau départemental.
En 2018, la commune comptait 335 hommes pour 306 femmes, soit un taux de 52,26 % d'hommes, largement supérieur au taux départemental (48,84 %).
Les pyramides des âges de la commune et du département s'établissent comme suit.
| Hommes | Classe d’âge | Femmes |
| ------ | ------------ | ------ |
| 1,2    | 90 ou +      | 0,7    |
| 9,3    | 75-89 ans    | 12,9   |
| 18,3   | 60-74 ans    | 19,8   |
| 22,1   | 45-59 ans    | 20,2   |
| 17,1   | 30-44 ans    | 17,2   |
| 13,3   | 15-29 ans    | 14,2   |
| 18,6   | 0-14 ans     | 15,1   |

| Hommes | Classe d’âge | Femmes |
| ------ | ------------ | ------ |
| 0,8    | 90 ou +      | 2,2    |
| 8,7    | 75-89 ans    | 11,1   |
| 20,3   | 60-74 ans    | 21,3   |
| 20     | 45-59 ans    | 19,4   |
| 17,5   | 30-44 ans    | 16,8   |
| 15     | 15-29 ans    | 13,2   |
| 17,7   | 0-14 ans     | 16,1   |

## Culture locale et patrimoine

### Lieux et monuments
- Église Saint-Maurice.

### Héraldique
| Blason | Blasonnement : D'azur aux trois chevrons d'argent. |